# Campionati europei di pattinaggio di velocità 2024 - 1500 m femminile
L'evento dei 1500m femminile dei Campionati europei di pattinaggio di velocità 2024 si è svolto il 6 gennaio 2024 alla Thialf di Heerenveen, nei Paesi Bassi.

## Risultati
| Pos | Pair | Corsia | Atleta                    | NOC         | Tempo   | Diff   |
| --- | ---- | ------ | ------------------------- | ----------- | ------- | ------ |
| 1   | 9    | o      | Antoinette Rijpma-de Jong | Paesi Bassi | 1:53.48 |        |
| 2   | 9    | i      | Marijke Groenewoud        | Paesi Bassi | 1:53.66 | +0.18  |
| 3   | 8    | i      | Joy Beune                 | Paesi Bassi | 1:55.02 | +1.54  |
| 4   | 7    | i      | Francesca Lollobrigida    | Italia      | 1:55.54 | +2.06  |
| 5   | 10   | i      | Kaitlyn McGregor          | Svizzera    | 1:57.36 | +3.88  |
| 6   | 10   | o      | Isabelle van Elst         | Belgio      | 1:58.93 | +5.45  |
| 7   | 7    | o      | Veronica Luciani          | Italia      | 1:59.47 | +5.99  |
| 8   | 2    | o      | Aurora Grinden Løvås      | Norvegia    | 1:59.99 | +6.51  |
| 9   | 8    | o      | Sandrine Tas              | Belgio      | 2:00.05 | +6.57  |
| 10  | 6    | i      | Lea Sophie Scholz         | Germania    | 2:00.22 | +6.74  |
| 11  | 2    | i      | Victoria Stirnemann       | Germania    | 2:00.29 | +6.81  |
| 12  | 6    | o      | Natalia Jabrzyk           | Polonia     | 2:00.39 | +6.91  |
| 13  | 3    | o      | Magdalena Czyszczoń       | Polonia     | 2:00.64 | +7.16  |
| 14  | 4    | o      | Ramona Härdi              | Svizzera    | 2:01.00 | +7.52  |
| 15  | 3    | i      | Sofie Karoline Haugen     | Norvegia    | 2:01.49 | +8.01  |
| 16  | 5    | i      | Iga Wojtasik              | Polonia     | 2:02.62 | +9.14  |
| 17  | 4    | i      | Zuzana Kuršová            | Rep. Ceca   | 2:03.92 | +10.44 |
| 18  | 5    | o      | Josephine Schlörb         | Germania    | 2:04.39 | +10.91 |
| 19  | 1    | i      | Lucie Korvasová           | Rep. Ceca   | 2:07.43 | +13.95 |